# براسيكا مشوكة
براسيكا مشوكة (باللاتينية: Brassica spinescens) هي نوع من النباتات يتبع جنس براسيكا من العائلة الكرنبية.

## التوزيع
البراسيكا المشوكة هي نوع نباتي محمي وهي نادرة جدًا على الصخور البحرية لساحل وهران وجزر حبيبة.